# Secret Intelligence Service
De Secret Intelligence Service (SIS), informeel beter bekend als MI6 (Military Intelligence, Section 6), is de Britse buitenlandse inlichtingendienst, de zusterdienst van de Security Service (MI5). De dienst werd opgericht in 1909 vanwege toenemende dreiging vanuit het Duitse Keizerrijk maar haar bestaan werd pas officieel bevestigd in 1994. MI6 heeft haar hoofdkantoor aan de Vauxhall Cross in Londen en kijkt uit over de Theems. De inlichtingendienst is beroemd geworden door vele films en boeken, waarin James Bond en George Smiley de bekendste personages zijn.

## Geschiedenis
De Secret Intelligence Service vindt haar oorsprong in de Foreign Section van het in 1909 opgerichte Secret Service Bureau (SSB) van de ministeries van Buitenlandse Zaken, Oorlog en Marine. De belangrijkste taak van de dienst was het vergaren van inlichtingen over de Kaiserliche Marine vanwege de toenemende spanningen tussen het Verenigd Koninkrijk en het Duitse Keizerrijk. De eerste directeur was Kapitein-ter-zee Sir George Mansfield Smith-Cumming alias 'C' die zich bezighield met het vergaren van buitenlandse inlichtingen. Hij was een markant persoon, hij viel eigenlijk te veel op, en richtte op de zolder van Whitehall Court een kantoor in. In deze tijd was de geheime dienst nog echt geheim en ook binnen de hogere rangen van de overheid waren weinig mensen op de hoogte van haar bestaan. Cummings ondertekende documenten met de letter "C" in groene inkt. De leiders van de dienst doen dat tot op de dag van vandaag nog steeds, waarbij 'C' nu staat voor Chief.
In de Eerste Wereldoorlog stond de dienst bekend als MI1(c). Het belangrijkste buitenlandse kantoor of 'station' bevond zich gedurende die oorlog aan de Boompjes 76c in Rotterdam. Vandaar werden spionage-operaties in Duitsland en bezet België geleid onder leiding van Richard Tinsley alias T. Tijdens de oorlog had de dienst weinig succes met spionage in Duitsland. Wel bouwde men een netwerk op van gevluchte Europeanen die in Engeland werden opgeleid om terug in hun bezette landen te spioneren. Hiermee wist men een goed overzicht te houden van Duitse troepenbewegingen in met name België.
Na de oorlog werd Sidney George Reilly opgenomen binnen de dienst. Deze sluwe bereisde man die vloeiend verschillende talen sprak, had al de nodige geheime activiteiten ontplooid en bleek een belangrijke aanwinst voor de dienst. Tot op zekere hoogte was hij een oplichter en vrouwenversierder maar deze vaardigheden kwamen voor de dienst goed van pas doordat hij zich overal naar binnen wist te kletsen en makkelijk valse identiteiten aannam. Hij was o.a. betrokken bij het Ambassadeurscomplot in 1918 waarbij gepoogd werd om Vladimir Lenin te vermoorden. Reilly zou later een van de inspirators zijn voor de verhalen van James Bond.

### De Tweede Wereldoorlog
De nauwe vooroorlogse samenwerking tussen de SIS en de Nederlandse inlichtingendienst GS III leidde op 9 november 1939 tot het Venlo-incident, dat in mei 1940 als casus belli werd gebruikt door Duitsland om Nederland binnen te vallen.
Tijdens de Tweede Wereldoorlog hield de dienst zich o.a. bezig met het breken van Duitse gecodeerde berichten. Dit gebeurde op het landgoed Bletchley Park waar de Duitse Enigma-codeermachine en Lorenz-machine werden gekraakt en men vanaf dat moment kon meeluisteren met de Duitse aanvalsplannen. De Duitse Sicherheitsdienst stuurde spionnen naar het Verenigd Koninkrijk maar deze waren vaak makkelijk op te sporen. Een aantal van hen werd overgehaald, gedwongen of bedrogen om valse informatie naar Duitsland te sturen.
Er waren in totaal 19 'MI's, waarvan MI5 en SIS/MI6 als enige zijn overgebleven, omdat zij golden als de 'hoofdafdelingen'. De rest sloot vaak op hen aan, zoals MI3, dat belast was met Scandinavië en MI9, dat belast was met diplomatieke veiligheid. MI9 was tevens betrokken bij het organiseren van de ontsnapping van geallieerde (Britse) militairen die in vijandelijk gebied waren gevangengenomen door de Duitsers.
Omdat Winston Churchill besefte dat de oorlog niet alleen gewonnen kon worden met gewone militaire operaties werd de Special Operations Executive (SOE) opgericht, die o.a. bestond uit Section D van MI6. De SOE had als doel om in bezet Europa sabotage te plegen, guerrillaoorlog te voeren, verzetsorganisaties te ondersteunen en militaire verkenningen uit te voeren. De SOE werd ook wel The Destruction Department genoemd. Het hoofdkantoor zou een tijd gevestigd zijn in het St. Ermin's Hotel in Londen waar ook veel vluchtelingen uit bezet Europa bijeenkwamen. Later zou ook bezet Zuidoost-Azië aan het werkterrein worden toegevoegd en zou het zich ook toe gaan leggen op propaganda. Bekende deelnemers waren de latere James Bond-schrijver Ian Fleming en de acteur Christopher Lee.
Voorafgaand aan de geallieerde landingen in Normandië en op Sicilië werden valse militaire plannen gelekt aan de Duitsers om hen zo troepen naar de verkeerde gebieden te sturen en het aantal doden aan geallieerde zijde te beperken. Dit gebeurde via Operatie Fortitude en Operatie Mincemeat.
Toen de Verenigde Staten zelf nog niet betrokken waren bij de oorlog werden de Amerikanen al wel bijgepraat over de activiteiten van de dienst. Ook werden Amerikanen door de Britten opgeleid voor het spionagewerk. Hieruit zou een hechte samenwerking ontstaan tussen MI6 en de latere CIA. Dit werd de "special relationship" genoemd. Deze verhouding zou later bekoelen toen men binnen de CIA begon te vermoeden dat MI6 door de KGB geïnfiltreerd was.

### De Koude Oorlog
In de jaren vijftig werd Operation Gold ondernomen waarbij, samen met de CIA een tunnel werd gegraven vanuit het westelijk deel van Berlijn en een tunnel naar een Russische legerbasis in de Sovjet-bezettingszone werd gegraven om zo hun communicatie af te luisteren. De Russen waren echter al vanaf het begin van de operatie op de hoogte doordat ze een mol binnen MI6 hadden, genaamd George Blake. Om te voorkomen dat hij ontmaskerd zou worden hebben ze een tijd lang gedaan alsof ze van niks wisten.

#### The Cambridge Five
In de jaren vijftig werd het Verenigd Koninkrijk opgeschrikt toen langzaam bekend werd dat MI6 geïnfiltreerd was door een groep mollen die reeds tijdens de oorlog gerekruteerd waren door de KGB en hoog binnen de dienst waren opgeklommen. Ze zouden bekend worden als de Cambridge Five. Hierbij kwam een belangrijke fout aan het licht. De meeste medewerkers kwamen uit de Britse upper class en men deed weinig moeite om hun gangen na te gaan omdat er vanuit werd gegaan dat ze zich nooit tegen hun vaderland zouden keren. Drie van hen, waaronder de belangrijkste Kim Philby, zouden na verloop van tijd naar de Sovjet-Unie vluchten. Kim Philby was in 1945 bijna door de mand gevallen doordat een Russische diplomaat Konstantin Volkov probeerde over te lopen naar de Britten en in ruil de namen van een groot aantal Russische spionnen en mollen waaronder Philby bekend te maken. Philby wist de Russen hierover in te lichten zodat ze hem op tijd konden onderscheppen.

#### Britse mollen binnen de KGB
Oleg Penkovsky was een mol binnen de KGB die aan de Britten doorgaf dat er voorbereidingen werden getroffen om kernwapens op Cuba te plaatsen wat in 1962 resulteerde in de Cubacrisis. Penkovsky werd ontmaskerd en in 1963 geëxecuteerd.
Oleg Gordievsky was een succesvolle mol binnen de KGB die voor de Britten spioneerde. Toen in 1983 Able Archer 83 gaande was, een grote militaire oefening van de NAVO, wist hij aan MI6 door te geven dat de Russen dachten dat deze oefening de voorbereiding was op een echte aanval op het Warschaupact en de NAVO dus met vuur speelde. Door zijn inlichtingen werden de oefeningen afgezwakt en een mogelijke kernoorlog afgewend. Toen hij door de mand dreigde te vallen werd hij via Finland naar het Verenigd Koninkrijk gesmokkeld.

## Nederlanders
Bij MI6 waren tijdens de Tweede Wereldoorlog onder anderen de volgende Nederlandse agenten actief (geboortejaar en jaar van overlijden tussen haakjes):
- Josephus Adriaansen (1919-1944)
- Aart Alblas (1918-1944)
- Joseph Lodewijk Theodorus van Alebeek (1916-1990)
- Pierre Louis d'Aulnis de Bourouill (1918-2012)
- Andreas Wilhelmus Maria Ausems (1904-1955)
- Cornelis Hendrik van Bemmel (1912-1945)
- Aernout Bergman (1919-1943)
- Pieter Bouman (1924-1997)
- Jacobus Johannes Brandjes (1922-2002)
- Robert de Brauw (1917-1945)
- Erwin Aart von Breuning (?-1995)
- Cornelis Hendrik van Brink (1914-2004)
- Ben Buunk (1917-1945)
- Jan Hendrik Diesfeldt (1918-1944)
- Frans Theodoor Dijckmeester (1917-2003)
- Cees Droogleever Fortuyn (1922-1944)
- Jan Emmer (1917-1944)
- Gerhardes Laurentius Ensink (1921-1996)
- Jan Faber (1917-2001)
- Pieter Roelof Gerbrands (1919-1999)
- Reijer Abraham Grisnigt (1923-na 2 februari 1944)
- Lodewijk van Hamel (1915-1941)
- Pieter Hoekman (1917-1943)
- Ab Homburg (1917-1945)
- Frederik Johannes Hoogewooning (1923-1945)
- George Frans Hooijer (1924-1945)
- Edward Willem Janzen (1920-1945)
- Ernst Willem de Jonge (1914-1944)
- Henk de Jonge (1916-2010)
- Harmen Koopmans (1920-1945)
- Gerard Kouwenhoven (1920-2006)
- Jo ter Laak (1913-1944)
- Hendrik Letteboer (1916-2002)
- Herman Leus (1917-1945)
- Jacobus Eugène van Loon (1919-na 11 december 1944)
- Karel August Mans (1913-1981)
- Karel Christiaan Mooiweer (1923-1971)
- Arie Mooy (1919-1944)
- Menco Rein Mulder (1923-1945)
- Willem Johan Niermeijer (1914-1944)
- Felix Dono Ortt (1907-1944)
- Evert Radema (1903-1944)
- Wim van der Reijden (1915-na 13 februari 1942)
- Adam Andreas Marie van Rijsewijk (1919-2000)
- Lotti Röell (1911-1998)
- Anton Bernard Schrader (1917-2000)
- Wiecher Bote Schrage (1917-1941)
- Willem Jan Hubertus Schreinemachers (1910-1987)
- Meint Adolf Smid (1921-1984)
- Harm Steen (1916-1944)
- Martinus Adolph Cornelis Sutherland (1917-1987)
- Peter Tazelaar (1920-1993)
- Marinus Verhage (1919-1994)
- Wijnandus Antonius Maria Visser (1916-2005)
- Willem Lambertus Harminus de Vries (1922-1948)
- Martien Willem van de Waal (1918-1945)
- Harm Roelof Weelinck (1925-na 5 mei 1945)
- Otto Martin Wiedemann (1915-2000)